# Jan Craeybeckx
Jan Craeybeckx (Ekeren, 28 januari 1923 – Kortessem, 9 januari 2011) was een Belgisch historicus.

## Biografie
Jan Craeybeckx was een zoon van Joseph Craeybeckx, socialistisch politicus en burgemeester van Ekeren, en Helena Steinfort. Hij studeerde geschiedenis aan de Rijksuniversiteit Gent en de École pratique des hautes études in Parijs. Vanaf 1949 was hij assistent aan de RUG onder Charles Verlinden. In 1958 promoveerde hij tot doctor. Hij was co-auteur van de reeks Dokumenten voor de geschiedenis van prijzen en lonen in Vlaanderen en Brabant. In 1961 werd Craeybeckx docent aan de unitaire Vrije Universiteit Brussel, waaraan hij vanaf 1964 voltijds verbonden was. Bij de VUB lag hij mee aan de basis van de vernederlandsing van het geschiedenisonderwijs. Na de splitsing van de Brusselse universiteit in 1969 was hij actief binnen de vakgroep Geschiedenis van de zelfstandige VUB. Hij ging met emeritaat in 1987.
Zijn onderzoek was gefocust op de geschiedenis van prijzen en lonen en de Belgische landbouw. Zijn licentiaatsverhandeling behandelde 16e-eeuwse fiscale geschiedenis en zijn doctoraat droeg de titel Un grand commerce d'importation: les vins de France aux anciens Pays-Bas (XIIIe-XVIe siècle). Hij was ook co-auteur van het handboek Politieke geschiedenis van België, samen met Els Witte, en het overzichtswerk Geschiedenis van Vlaanderen.
In 1969 was Craeybeckx medeoprichter van het tijdschrift Belgisch Tijdschrift voor Nieuwste Geschiedenis. In 1972 werd hij corresponderend lid en in 1979 werkend lid van de Koninklijke Vlaamse Academie van België voor Wetenschappen en Kunsten. Tevens werd hij in 1971 lid van de Koninklijke Commissie voor Geschiedenis, waarvan hij voorzitter was van 1993 tot 1996.